# Pidner
Pidner foi uma indústria ferroviária brasileira sediada no estado de Minas Gerais.

## História
A Pidner foi fundada em 1966 em Minas Gerais por Francisco Pidner, dedicando-se incialmente ao serviço de manutenção e reforma de vagões. Nos anos 70, fabricou 500 vagões de carga para a CVRD. Em 1977 implantou uma unidade no bairro Bicas em Santa Luzia, Minas Gerais. Posteriormente se mudou para o bairro São Torquato em Vila Velha, Espírito Santo  Em 1977 venceu concorrência para o fornecimento de 140 carros de passageiros de Aço corten para os subúrbios da RFFSA do Grande Rio e iniciou a fabricação no ano seguinte. Esses carros, cuja encomenda custou Cr$ 380 milhões, foram repassados para a CBTU em 1984, sendo utilizados até hoje. Sua falência foi decretada em janeiro de 2008. Parte dos seus projetos foi arquivada para consulta pela CBTU. Sua unidade fabril foi demolida e seu terreno desapropriado em 2005 pela prefeitura de Vila Velha para a construção de duas unidades escolares.

## Carros Pidner

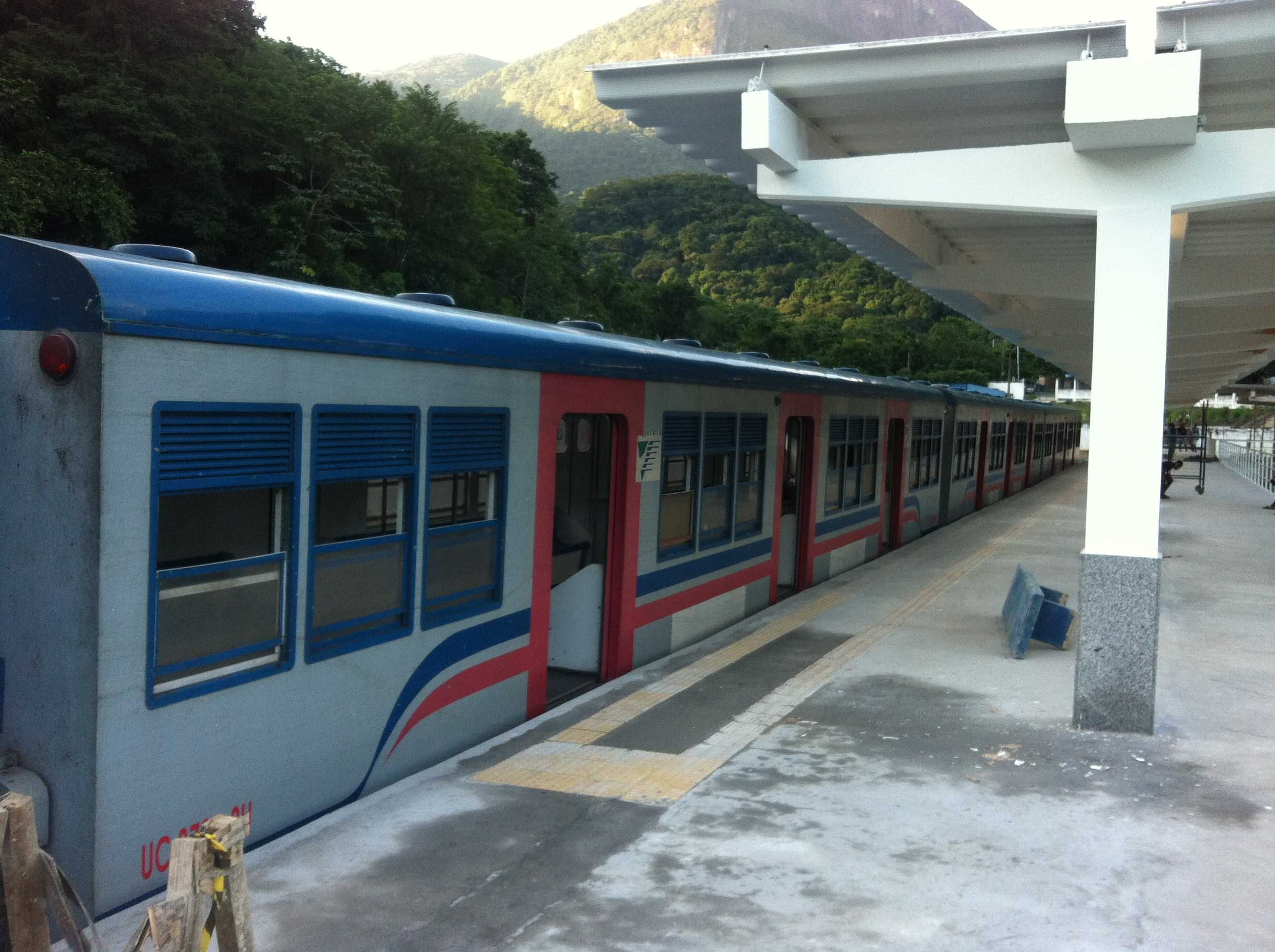
Carros Pidner reformados e utilizados no Rio de Janeiro

No início da década de 1970 a Estrada de Ferro Leopoldina encomendou vinte carros de passageiros para uso na Linha Vila Inhomirim. Os carros foram entregues em cerimônia presidida pelo Ministro dos Transportes Mário Andreazza em 1 de agosto de 1973. Os vinte carros foram aprovados pela Rede Ferroviária Federal (RFFSA) e incentivaram uma encomenda maior, de 140 carros. Encomendados em 1977, os 140 carros Pidner se destinavam aos subúrbios do Rio de Janeiro. Posteriormente foram distribuídos por outras regiões da RFFSA e acabaram incorporados pela Companhia Brasileira de Trens Urbanos e suas sucessoras conforme as tabelas abaixo:

### Entregas
| Ano   | Quantidade |
| ----- | ---------- |
| 1978  | 84         |
| 1979  | 20         |
| 1980  | 30         |
| 1981  | 6          |
| Total | 140        |

### Distribuição atual
| Sistema                 | Quantidade |
| ----------------------- | ---------- |
| Metrô do Recife         | 20         |
| Metrô de Fortaleza      | 13         |
| CBTU-João Pessoa        | 24         |
| CBTU-Maceió             | 21         |
| CBTU-Natal              | 20         |
| SuperVia-Rio de Janeiro | 15         |
| CTB-Salvador            | 6          |
| Total                   | 119        |